# Hồ Văn Nhựt
Hồ Văn Nhựt (15 July 1905 – 13 March 1986) est un médecin qui a fondé la branche sud de la Croix-Rouge vietnamienne (Hội Chữ thập đỏ Việt Nam) et un leader de l'opposition Sud-Vietnamien pendant et après la période de résistance contre le colonialisme.

## Enfance et éducation
Hồ Văn Nhựt est né le 15 juillet 1905 au village de Tân Qui Đông, province de Sa Đéc, dans une famille traditionnelle de lettrés et mandarins. Son lieu de naissance se trouve dans la partie méridionale du Vietnam qui était alors une colonie française connue sous le nom de Cochinchine française.
Il obtient la permission de son père pour se rendre à Saïgon étudier au Collège Chasseloup-Laubat dans la section “indigène”, réservée aux enfants vietnamiens. L'érudit et historien Vương Hồng Sển compte parmi ses camarades. Quelque temps plus tard, lorsqu’il est encore un adolescent, Dr Nhựt voyage en France pour poursuivre ses études. Le but de ces études est de lui permettre d’acquérir le savoir occidental nécessaire pour servir son pays à son retour au Vietnam.

## Études médicales et retour au Vietnam
Après l'obtention de son brevet et baccalauréat à Montpellier, Hồ Văn Nhựt entreprend sa formation médicale dans cette ville, puis “monte” à Paris pour achever ses études de médecine. Il reçoit son diplôme de Docteur en médecine de la Faculté de médecine de Paris en 1933. Sa thèse dirigée par le professeur Louis-Jacques Tanon (1876–1969), un éminent expert en hygiène et médecine tropicale, est consacrée à l'étude du paludisme et les approches pour contrôler cette maladie à Saïgon.
Dr Nhựt choisit alors de se spécialiser en gynécologie obstétrique sous la direction du professeur Alexandre Couvelaire (1873–1948), un spécialiste de premier plan dans ce domaine, à la Maternité Baudelocque, Hôpital Cochin (fusionnée maintenant avec la Maternité Port-Royal). Il pratique la médecine en France pour un certain temps pour acquérir davantage d'expérience avant de retourner au Vietnam en 1938 où il fonde la première maternité au Sud du Vietnam dans la banlieue Saïgonnaise de Phú Nhuận. Dr Nhựt, par la suite, devient directeur de la Maternité nationale Từ Dũ (bệnh viện phụ sản Từ Dũ) à Saïgon.
En dehors de sa carrière professionnelle, le Dr Nhựt participe au mouvement national pour populariser la presse écrite en Vietnamien moderne, ou Quốc ngữ, en Cochinchine. Avec son ami et collègue, le Dr Hồ Tá Khanh, il fonde le journal hebdomadaire Văn Lang à Saïgon en 1939 qui reçoit le soutien et les contributions des intellectuels sud-vietnamiens formés en France.

## Actes humanitaires et œuvre pour la Croix Rouge
On se souvient de l'œuvre humanitaire de Hồ Văn Nhựt à travers le soutien qu'il apporte à ceux en difficulté pendant l'une des périodes les plus troublées de l'histoire du Vietnam. Il est personnellement impliqué dans l'aide à ses compatriotes qui sont persécutés à cause de leurs activités anticoloniales et, à titre d'exemple, a pris secrètement soin de la femme et des enfants du révolutionnaire Nguyen An Ninh après l'arrestation de Ninh par les autorités coloniales conduisant à sa mort en prison . Dans un contexte plus large, les efforts humanitaires du Dr Nhựt se manifestent à travers son œuvre pour la Croix-Rouge.
En 1951, Hồ Văn Nhựt établit l’organisation de la Croix-Rouge au Sud du Vietnam, qui est une organisation reconnue officiellement par le Comité international de la Croix-Rouge, pour répondre aux besoins croissants d'assistance aux civils pris dans le conflit pendant la guerre d'Indochine et aux victimes des catastrophes naturelles. L'organisation porte le nom officiel de Croix Rouge Vietnamienne (CRV), avec son siège sur une avenue dans le centre de Saïgon nommée d'après l'organisation (Hồng Thập Tự ou Croix Rouge en vietnamien; actuellement Nguyễn Thị Minh Khai).
Pendant son temps à la tête de la CRV, Dr Nhựt, avec l'aide de ses amis, lève des fonds pour construire le siège de la CRV. Parmi beaucoup d'autres projets, il crée la première école d'infirmières, lance les premières classes de secouristes, et établit les premiers centres de soins médicaux communautaires du Sud-Vietnam. Dès juillet 1953, 15 médecins travaillent en rotation bénévolement dans les deux premiers centres de soins créés qui sont ouverts tous les jours de la semaine pour fournir des soins à 600 patients quotidiennement. Dans la même année, la CRV réussit à organiser neuf convois de secours, dont sept convois routiers et deux convois aériens, offrant de l'aide à 50.000 personnes à travers le Sud du Vietnam. Chaque convoi routier transporte autour de 100 membres de l’organisation, y compris 45 infirmières et 30 sauveteurs; les convois aériens sont moins chargés et sont rendus possibles grâce à l'aide de M. Phạm Hòe, directeur général de COSARA, la première compagnie aérienne privée du Vietnam.
La CRV a joué un rôle important dans le programme d'aide humanitaire au million de réfugiés quittant le Nord-Vietnam pour s'installer dans le Sud, à la suite des accords de Genève en 1954.
Le Dr Hồ Văn Nhựt est nommé Chevalier de l'Ordre National du Vietnam (National Order of Vietnam) pour sa contribution et son dévouement à la CRV.

## Leader de l’opposition sud-vietnamien
Dr Hồ Văn Nhut est un leader de l'opposition sud-vietnamien connu pour sa réticence à coopérer avec les régimes sous influence étrangère. Il est invité à participer ou à former son propre gouvernement au sein des régimes successifs du Sud-Vietnam,, mais a refusé de le faire pendant ou après l'administration française en Indochine. C'est ainsi qu'un un éminent historien et écrivain vietnamien se souvient  de lui, "Comme d’ autres prominents patriotes sud-vietnamiens tels que Lưu Văn Lang, Dương Minh Thới, Phạm Văn Lạng, Thượng Công Thuận, Nguyễn Xuân Bai, le docteur était toujours prêt à participer à des mouvements nationalistes demandant la paix et l'indépendance" pour son pays.
En 1945, il est membre du comité central et chef de la propagande du mouvement de Jeunesse d'Avant-Garde (Thanh Niên Tiền Phong), une importante coalition patriotique et humanitaire sud-vietnamienne qui, plus tard, joint le Việt Minh et s'embarque à la révolution d'Août contre le colonialisme.
En 1947, à l'appui de l'appel lancé par le Gouvernement Vietnamien de Résistance à la France, il signe volontairement le Manifeste des Intellectuels de Saïgon-Cholon appelant le gouvernement français à entamer les négociations afin de mettre fin au conflit dévastateur en Indochine. Les signataires du Manifeste estiment que le Vietnam est un pays avec une longue histoire qui mérite ses droits à la liberté et à l'indépendance, et qu’un conflit prolongé serait préjudiciable à la bonne relation entre la France et le Vietnam.
Plusieurs fois, il a refusé d'avoir une audience avec l’ex-empereur Bao Dai pour discuter de sa participation au gouvernement. Au début des années 1950, alors qu’il est président de la Croix Rouge Vietnamienne (CRV), le Dr Nhựt a effacé le slogan A bas le Việt Minh peint au-dessus de la porte d'entrée de la CRV aux ordres de Bảo Đại, alors Chef de l'État du Vietnam.
Après les Accords de Genève et la partition du Vietnam en 1954, il est proposé comme candidat pour le poste de Premier ministre de l’État du Vietnam mais cette proposition ne s’est pas matérialisée. Par la suite, sous la Première République du Sud-Vietnam le Dr Nhựt est invité à participer au gouvernement dirigé par Ngô Đình Diệm. Ngô Đình Nhu, frère et conseiller principal en matière de politiques de Diệm, l’invite à plusieurs réunions qui aboutissent à son refus de participer au gouvernement de Diệm à cause de leurs divergences politiques.
À la fin des années 1950 et au début des années 1960, ses activités patriotiques ont conduit à ses nombreux emprisonnements, notamment par Ngô Đình Diệm, et aussi à l'arrestation de sa femme.
En 1964, après l’effondrement de la Première République du Sud-Vietnam, le Dr Nhựt est invité à participer au Haut Conseil National (High National Council (South Vietnam)), un organe consultatif civil mis en place par la junte militaire sous pression des États-Unis. Le Haut Conseil a pour but de rédiger la constitution de la Deuxième République. Phan Khắc Sửu est nommé chef d’État par le Conseil et il demande alors au docteur Nhựt d'assumer le rôle de Premier ministre,. Celui-ci refuse l'offre, mais est  conséquemment persuadé de la reconsidérer. Il désire néanmoins négocier une solution pouvant amener à une réconciliation nationale et finalement renonce au poste de Premier ministre après des pourparlers peu satisfaisants.
Au cours de ses dernières années à Saïgon, le Dr Nhựt consacre son temps à ses patients et à ceux qui ont besoin de son aide jusqu'à la fin de la guerre du Vietnam. Le docteur et sa femme sont réunis avec leur famille à l'étranger dans les dernières années de sa vie.
Le Dr Hồ Văn Nhựt décède dans le 15e arrondissement de Paris le 13 mars 1986.